# Schizaspidia aenea
Schizaspidia aenea är en stekelart som först beskrevs av Girault 1913.  Schizaspidia aenea ingår i släktet Schizaspidia och familjen Eucharitidae. Inga underarter finns listade i Catalogue of Life.